# This Modern Age
This Modern Age, in Nederland uitgebracht onder de titel Onze moderne tijd, is een film uit 1931 onder regie van Nick Grinde.

## Verhaal
Valentine Winters vertrekt naar Parijs om hier haar moeder die ze nooit heeft gekend te ontmoeten. Eenmaal hier ontmoet ze en wordt ze verliefd op Harvard bezoeker en footballspeler Bob. Bob's ouders komen uit de bovenklasse en zijn allesbehalve tevreden met Val en denken nog minder positief over haar wilde moeder.

## Rolverdeling
| Acteur            | Personage               |
| ----------------- | ----------------------- |
| Joan Crawford     | Valentine 'Val' Winters |
| Pauline Frederick | Diane 'Di' Winters      |
| Neil Hamilton     | Robert 'Bob' Blake Jr.  |
| Monroe Owsley     | Tony Girard             |
| Hobart Bosworth   | Mr. Robert Blake Sr.    |
| Emma Dunn         | Mrs. Margaret Blake     |